# كراكاس
كَراكاس أو كاراكاس (بالإسبانية: Caracas) ورسميًا سانتياغو دي ليون دي كراكاس هي عاصمة فنزويلا وأكبر مدنها وواحدة من أكبر مدن أمريكا الجنوبية، ومركز منطقة كراكاس الحضرية (أو كراكاس الكبرى). يبلغ عدد سكان منطقتها الحضرية 5 ملايين نسمة. تقع في شمال فنزويلا على أعقاب وادي كراكاس الواقع في سلسلة جبال فنزويلا الساحلية. وحرارة الوادي هي حرارة شبه ربيعية. والمناطق المناسبة لبناء المباني فيها هي التي يتراوح ارتفاعها بين 760 و910م (2,500 و3,000 قدم) فوق مستوى سطح البحر. الوادي يقع قريبا من البحر الكاريبي، لكن تفصله عنه سلسلة جبال شديدة الارتفاع، حيث يصل ارتفاعها إلى 2200م (7400 قدم).
المركز التاريخي للمدينة هو الكاتدرائية، التي تقع في ساحة بوليفار، على الرغم من أن البعض يعتبرون المركز هو بلازا فنزويلا، الواقعة في منطقة لوس كابوس. تشمل الشركات في المدينة شركات الخدمات والبنوك ومراكز التسوق. تتمتع كراكاس باقتصاد قائم على الخدمات إلى حد كبير، بصرف النظر عن بعض الأنشطة الصناعية في منطقتها الحضرية. يقع المقر الرئيسي لبورصة كراكاس وشركة النفط الوطنية الفنزويلية (PDVSA) في كراكاس. وEmpresas Polar هي أكبر شركة خاصة في فنزويلا. كراكاس هي أيضًا العاصمة الثقافية لفنزويلا، مع العديد من المطاعم والمسارح والمتاحف ومراكز التسوق. تمتلك كراكاس بعضًا من أطول ناطحات السحاب في أمريكا اللاتينية، مثل أبراج بارك سنترال. يعد متحف كراكاس للفن المعاصر]] في أحد أهم المتاحف في أمريكا الجنوبية.

## تاريخ

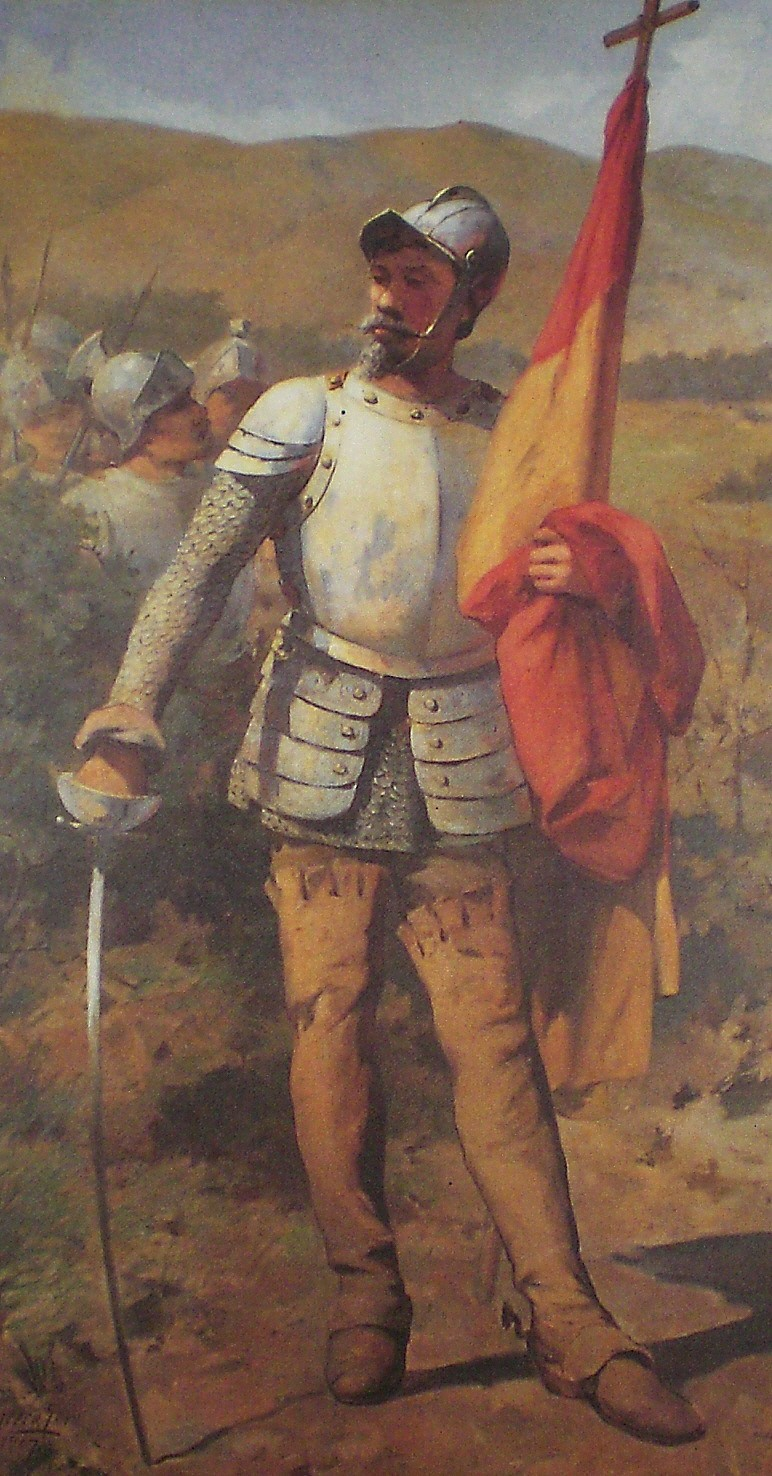
كابتن "دييغو دي لوسادا" مؤسس مدينة كراكاس.

في وقت تأسيسها عام 1567م، - كان أهل وادي كراكاس مأهول بالسكان المحليين. بدأ فرانسيسكو فاخاردو، نجل قائد إسباني وزعيم قبيلة غوايكويري، الذي جاء من مارغريتا، في إنشاء مستوطنات في منطقة لا غوايرا ووادي كراكاس بين عامي 1555 و1560. حاول فاخاردو إنشاء مزرعة في الوادي عام 1562 بعد هذه المدن الساحلية الفاشلة، لكنها لم تدم طويلًا: فقد دمرها سكان المنطقة الأصليون بقيادة تيريبايما وجوايكايبورو. عُرفت مستوطنة فاخاردو عام 1560 باسم «هاتو دي سان فرانسيسكو»، وسُميت محاولة أخرى في عام 1561 من قبل خوان رودريجيز دي سواريز باسم فيلا دي سان فرانسيسكو، ودُمرت أيضًا من قبل نفس السكان الأصليين. جاء المستوطنون النهائيون لكراكاس من كورو، العاصمة الألمانية لمستعمرتهم كلاين فينيديج حول الحدود الساحلية الحالية بين كولومبيا وفنزويلا؛ منذ أربعينيات القرن السادس عشر، كانت المستعمرة خاضعة لسيطرة الإسبان بحكم الأمر الواقع. وبالانتقال شرقًا من كورو، أسست مجموعات من المستوطنين الإسبان بلدات داخلية بما في ذلك باركيسيميتو وفالنسيا قبل الوصول إلى وادي كراكاس. وفي عام 1562 قام إسبانيان بمحاولة اعتداء على الوادي وتأسيس مستعمرة فيه، وكان ذلك بعد تأسيس سلسلة من المدن الساحلية الإسبانية في مناطق قريبة. لكن سرعان ما هاجم السكان المحليون المستعمرة ودمروها. وقد كانت هذه آخر ثورة للسكان الأصليين في هذه المنطقة. في 25 تموز (يوليو) 1567 قام الكابتن «دييغو دي لوسادا» بتأسيس مستعمرة في وادي كراكاس «سانتياغو دي ليون دي كراكاس» وهي التي أصبحت اليوم مدينة كراكاس. تم تكليف دي لوسادا بالاستيلاء على الوادي، ونجح في تقسيم السكان الأصليين إلى مجموعات مختلفة للعمل معها، ثم قتال كل منهم وهزيمتهم. كانت المدينة هي الأقرب إلى ساحل هذه المستوطنات الجديدة، واحتفظ المستعمرون بقوة عاملة أصلية، مما سمح بتطور شبكة تجارية بين كراكاس والداخل ومارغريتا؛ أنتجت المدن في الداخل الكثير من منتجات القطن وشمع العسل، وكانت مارغريتا مصدرًا غنيًا باللؤلؤ. كان وادي كراكاس يتمتع ببيئة جيدة لكل من الزراعة والزراعة الصالحة للزراعة، مما ساهم في نظام التجارة ولكنه يعني أن عدد سكان المدينة كان متفرقًا في البداية، حيث كان كبيرًا بما يكفي لدعم عدد قليل من المزارع.
في عام 1577، أصبحت كراكاس عاصمة مقاطعة فنزويلا التابعة للإمبراطورية الإسبانية تحت حكم الحاكم الجديد للمقاطعة، خوان دي بيمينتيل (1576-1583). في ثمانينيات القرن السادس عشر، بدأ سكان كراكاس في بيع الطعام للجنود الإسبان في قرطاجنة، الذين كانوا غالبًا ما يرسون في المدينة الساحلية عند جمع المنتجات من الإمبراطورية في أمريكا الجنوبية. كان القمح ينمو بشكل متزايد باهظ الثمن في شبه الجزيرة الأيبيرية، واستفاد الإسبان من شرائه من مزارعي كراكاس. أدى هذا إلى ترسيخ المدينة في الدائرة التجارية للإمبراطورية.
خلال القرن السابع عشر كثيراً ما كان القراصنة يغيرون على سواحل فنزويلا. ولكن بوجود سلسلة جبال فنزويلا الساحلية - التي كانت أشبه بحاجز بين كراكاس والساحل - كانت هذه المستعمرة محمية نسبيا من مثل هذه الغارات، وهذا واحد من الأسباب التي أدت إلى أن تصبح المدينة الرئيسية في المقاطعة. لكن في عام 1680 عبر بعض القراصنة الجبال من طريق قليل الاستخدام في الوقت الذي كانت تحمي فيه حامية المدينة الطرق الأكثر نشاطا، وقد لاقوا مقاومة قليلة بسبب ذلك وباغتوا الحامية، وقاموا بنهب المدينة وإضرام النار فيها.

## الجغرافيا

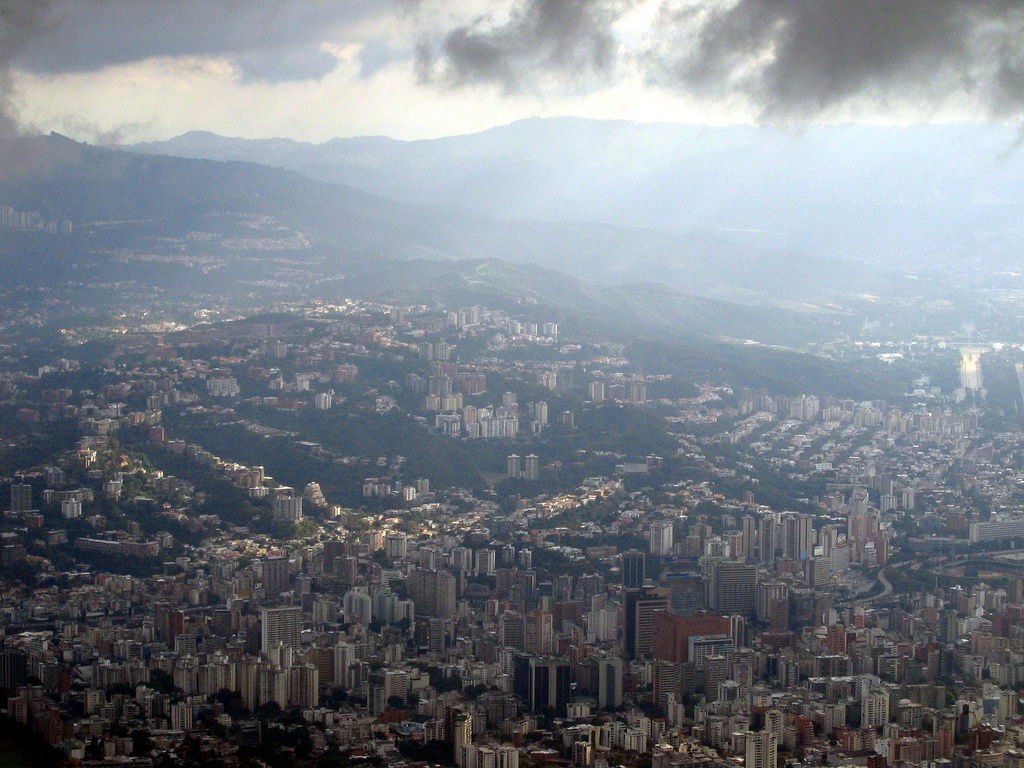
مدينة كراكاس الرئيسية.

تقع مدينة كراكاس بالكامل ضمن «سلسلة جبال فنزويلا الرئيسية»، ويفصلها عن البحر الكاريبي 15 كلم تقريبا من الجبال الشاهقة. والوادي الذي تقع فيه المدينة صغير نسبيا وغير منتظم، ويتراوح ارتفاع المدينة عن مستوى البحر ما بين 870 و1,043م. وهذا مع النمو السكاني السريع، أثر بشدة على التخطيط العمراني للمدينة. المُسطح المائي الرئيسي في المدينة هو «نهر غْوايَايْر» الذي يتدفق عبر المدينة ويصب في «نهر تاي»، الذي يصب بدوره في نهري «إل فيل» و«سان بيدرو»، ويوجد أيضا العديد من القنوات المائية الصغيرة في المدينة.

## السكان
يقطن معظم سكان كراكاس الذين ينتمون إلى الطبقة الوسطى في عمارات شاهقة. أما العائلات الغنية، فتقيم معظمها في دور فاخرة مشيدة على الطراز الأسباني التقليدي. ولكن معظم الفقراء يعيشون في أحياء قذرة تتكون من أكواخ مهلهلة على مرتفعات تحيط بالمدينة.

## الاقتصاد
يعمل معظم سكان كراكاس في دواوين الحكومة ـ في المشاريع الإنشائية الحكومية أو صناعة النفط الحكومية. وتوجد في المدينة بورصة كراكاس وشركة النفط الوطنية وهي أكبر شركة في فنزويلا وتتفاوض على كافة الاتفاقات الدولية لتوزيع وتصدير النفط، ويوجد أيضاً شركات الخدمات والبنوك ومراكز التسوق.
الصناعات الصغيرة والمتوسطة الحجم تساهم في اقتصاد كراكاس. المدينة توفر البنية التحتية للنقل والاتصالات بين منطقة العاصمة وبقية البلاد. والصناعات الهامة في كراكاس هي صناعة الكيماويات والمنسوجات والجلود والحديد والاسمنت والمواد الغذائية والصناعات الخشبية.

## الكليات والجامعات

### جامعة فنزويلا المركزية
جامعة عامة تاسست عام 1721م وهي أقدم جامعة في فنزويلا ومن أوائل الجامعات في أمريكا اللاتنية. وقد صمم حرمها الجامعي المهندس راؤول كارلوس فيلانويفا واعلنت ضمن التراث العالمي من قبل منظمة اليونسكو في عام 2000م

### جامعة سيمون بوليفار
هي مؤسسة عامة ولديها توجه علمي وتكنولوجي على الصعيدين الوطني والعالمي وهي مدرسة معروفة ذات سمعة عالمية في المهن العلمية والهندسية.

### جامعات أخرى
- جامعة ميتروبوليتانا
- جامعة خوسيه ماريا فاريناس
- جامعة سانتا ماريا
- جامعة سيمون رودريغيز التجريبية
- جامعة نويفا اسبارتا

## الثقافة
تعتير كراكاس العاصمة الثقافية لفنزويلا حيث يوجد فيها المسارح، والمتاحف، المطاعم ومراكز التسوق.
والمدينة هي موطن لمجموعة من المهاجرين من بلدان عدة، على سبيل المثال لا الحصر: إسبانيا، إيطاليا، البرتغال، الشرق الأوسط، ألمانيا، الصين، بلدان أمريكا اللاتينية.

### المتاحف والمكتبات والمراكز الثقافية
كراكاس كانت المدينة التي لديها تطلعات ثقافية طوال تاريخها، مؤسسات مثل الشاهد اثنيوم
يحمل مثل هذا الوعي القديم.
- المكتبة الوطنية تشتمل على الكثير من الكتب والمراجع وتقدم المعلومات البيلو غرافية

للطلاب الذين يريدون اكتشاف فنزويلا.
- متحف فن المستعمرة

قد يظهر عرض مثير من الفن الفنزويلي في الفترات السابقة للاستقلال بالإضافة إلى النوافير
والاثاث، والباحات الاستعمارية.
- متحف الفن المعاصر

يتضمن الأعمال للاتجاهات الأكثر اهمية في الفن المعاصر
- متحف الأطفال

تدير وتشرف عليه مؤسسة خاصة تهدف إلى تعليم الأطفال مايخص العلوم والتقنية والثقافة
والفنون.
- متحف العلوم الطبيعية

غني بجمع القطع الأثرية من العظم الأصلي للثقافات البدائية.
وتوجد أيضا المتاحف التي لا تقل اهمية عن الأولى مثل متحف رؤول سانتانا ومتحف النقل ومتحف كوين ومتحف البوليفارية وغيرها من المتاحف

### فن الطهو
لدى كراكاس ذائقة عريقة بسبب تاثير المهاجرين وهناك مجموعة متنوعة من المطاعم العالمية
وتشمل المطاعم الأمريكية، الفرنسية، العربية، الإيطالية، الأسبانية، الهندية، الصينية،
اليابانية، المكسيكية.

## النقل
- ميترو كراكاس

وهو يعمل منذ مارس 1983م مع اربع خطوط و27 محطة وهو يغطي جزء كبير من المدينة ويتمتع بظام تذاكر متكامل يجمع بين مسار
المترو وبين خدمة الحافلات التي يقدمها مترو الباص.
- الحافلات

وهي الوسيلة الرئيسية للنقل الجماعي في المدينة وهي تشتمل على نظامين من الخدمة:
- - 1- النظام التقليدي وهو يقصد به الخدمة التي تقدمها عدة شركات في الشوارع والطرق العامة على أنواع محتلفة من الحافلات الكبيرة والمتوسطة الحجم والصغيرة.
  - 2- متروباص
- القطار

وهو ينقل من وإلى مدن وادي توي
- مطار سيمون بوليفار الدولي

أكبر وأهم مطار في كراكاس ويقع خارج المدينة ويبعد عن وسط المدينة حوالي 20 ميل (32 كيلو).

## معرض الصور

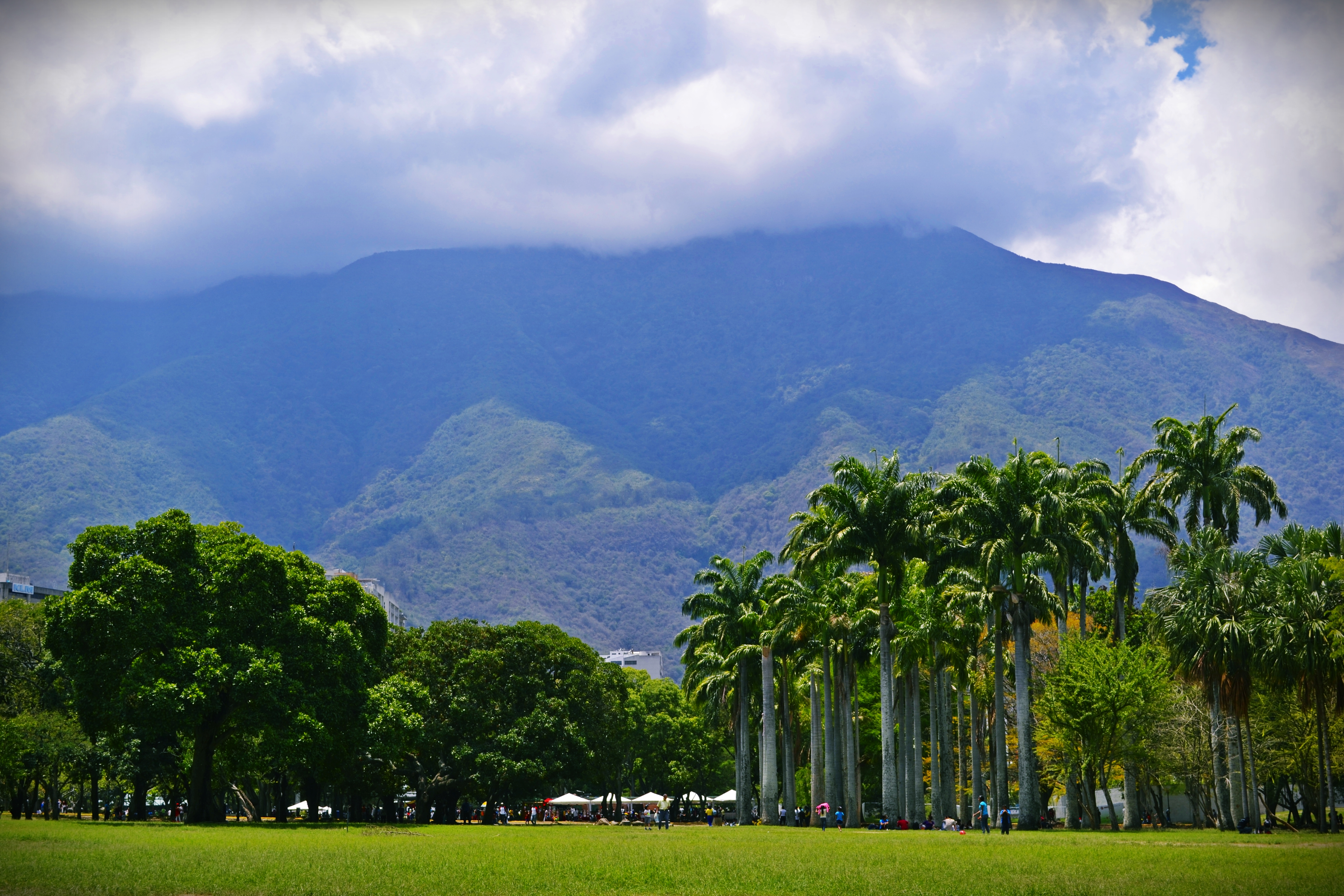
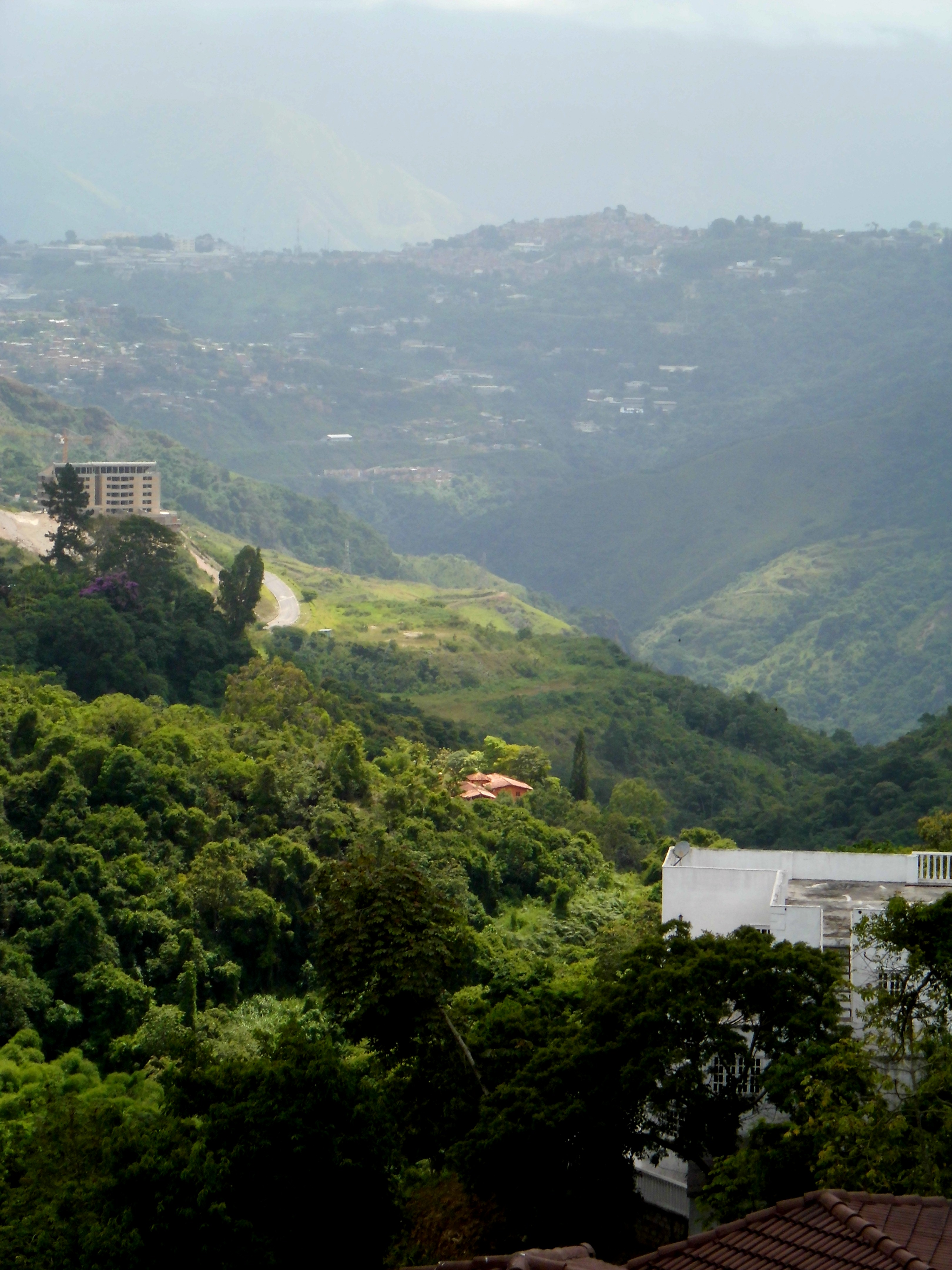
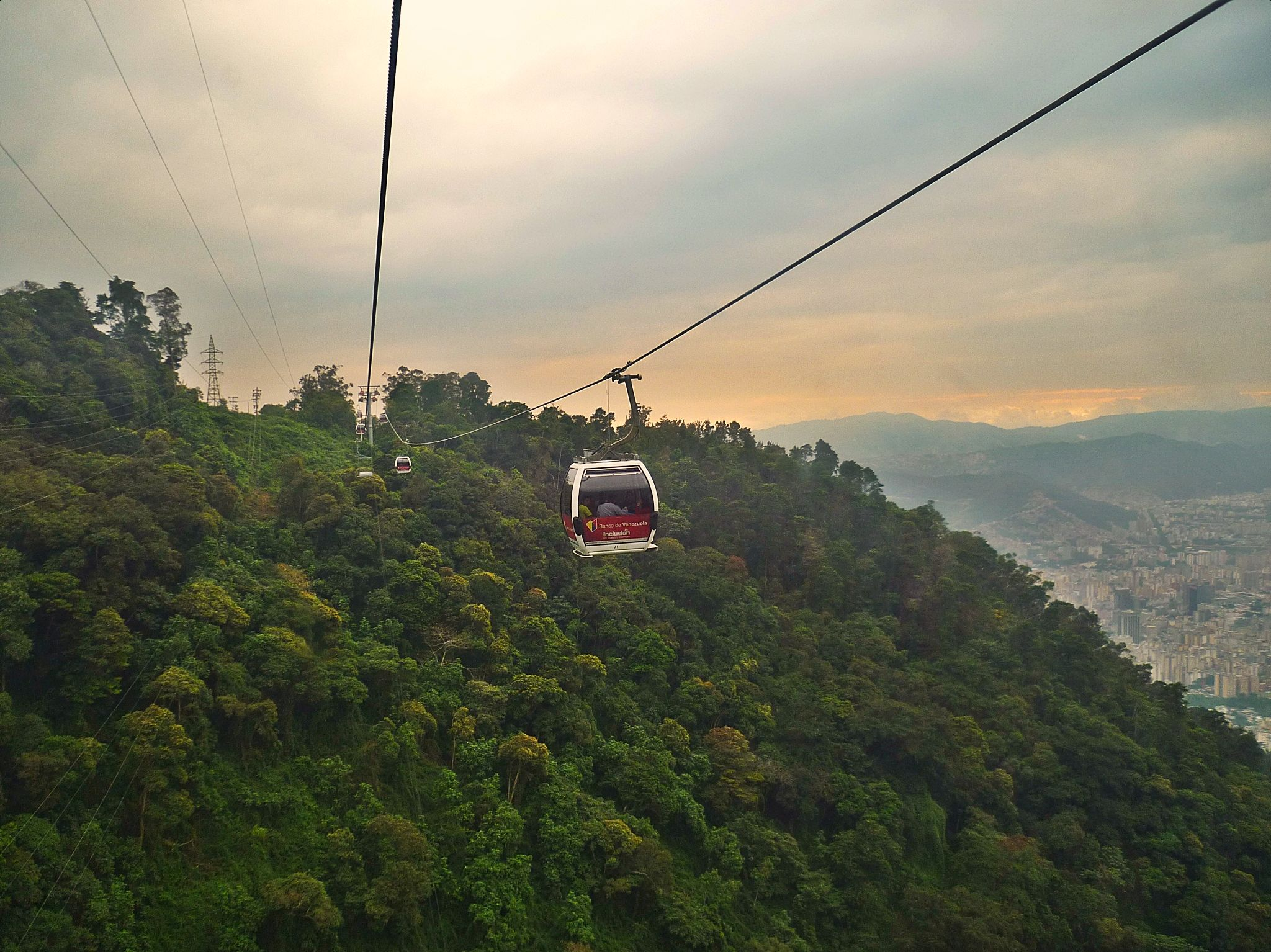
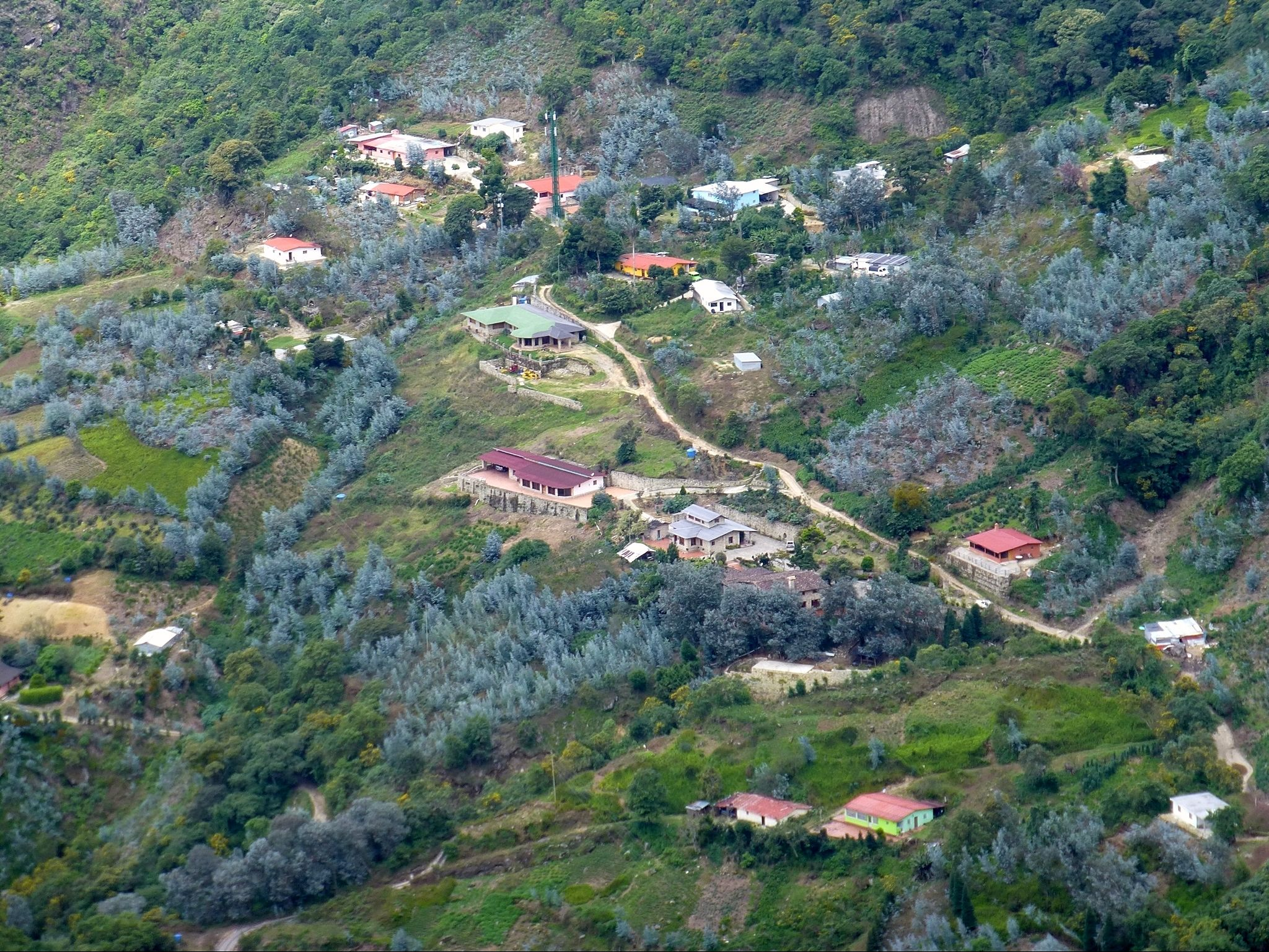

## توامة
- بوغوتا كولومبيا
- ميامى، الولايات المتحدة